# Termoglobalizacja
Termoglobalizacja – jest to ogół procesów prowadzących do coraz większej współzależności i integracji państw,  społeczeństw, gospodarek i kultur, które mają swoje konsekwencje w zmianach zachodzących w środowisku naturalnym pod względem klimatycznym i globalnego ocieplenia. Problem globalnego ocieplenia sprawia, że zanikają granice w kategorii problemu danego państwa, a wzrasta znaczenie organizacji międzynarodowych.
Klimat ociepla się w każdej skali przestrzennej, od globalnej do punktowej. Większość zaobserwowanych przejawów ocieplenia w ostatnim 50-leciu jest prawdopodobnie wynikiem wzrostu atmosferycznego stężenia gazów cieplarniach, wywołanego przez człowieka. Naukowcy przewidują kontynuację ocieplenia, co spowoduje skutki korzystne i niekorzystne we wszystkich regionach świata i we wszystkich sektorach i systemach. Skutki niekorzystne będą rosły globalnie wraz z poziomem ocieplenia.
Upowszechnienie dostępu do informacji i globalizacja podniosły do najwyższej rangi zagadnienia związane z problematyką środowiskową. Rozwój społeczeństwa informacyjnego oraz globalizacja zachodząca w różnych zakątkach świata i w większości sfer życia podniosły do najwyższej rangi zagadnienia związane z bezpieczeństwem i zagrożeniami bezpieczeństwa: ekonomicznego, socjalnego i problematyka stanu środowiska. Przebijanie się problematyki ochrony środowiska na międzynarodową skalę polityczną rozpoczęło się pod koniec lat 60. XX wieku. Zadecydowały o tym względy prawno-międzynarodowe i determinacja ówczesnych władz ONZ.
Globalne [zmiana klimatu|zmiany klimatu] utożsamia się ze wzrostem temperatury. W istocie zmieniają się wszystkie elementy sprzężonych systemów klimatu i zasobów wodnych, a w efekcie – także wielu systemów fizycznych, biologicznych i ludzkich (społeczno-ekonomicznych). Dotyczy to m.in. kriosfery, systemów wodnych, wybrzeży, klęsk żywiołowych, ekosystemów, rolnictwa i zdrowia. 
Efekty zmian klimatu występują m.in. w rolnictwie i leśnictwie. Następują zmiany fenologii roślin uprawnych oraz  zasięgu szkodników. W Polsce oraz w Europie Środkowej i Północnej, wzrosła długość sezonu wegetacyjnego co wpływa na przesunięcie kalendarza upraw i praktyk rolniczych. Poprawiają się warunki do uprawy winogron na wielu obszarach. Jednak w krajach Sahelu, redukcja opadów i wzrost temperatury powodują skrócenie sezonu upraw i spadek plonów. 
W globalnym super systemie „wszystko jest połączone ze wszystkim”. Oprócz zmian klimatu istnieje szereg innych czynników, których działanie na ogół potęguje (osłabia) efekty zmian klimatu. Klimat zmieniał się już wielokrotnie w historii Ziemi. Można wyróżnić kilka grup odpowiedzialnych za zmiany klimatu: 
1. wahania promieniowania słonecznego (aktywność Słońca, np. określana przez wskaźnik liczby plam słonecznych);
2. zmiany parametrów orbity ruchu Ziemi wokół Słońca (w skali czasowej dziesiątek tysięcy lat, a więc bez znaczenia dla obecnego ocieplenia);
3. oscylacje oceaniczne, tzn. proces quasi-okresowych wahań procesów wymiany ciepła między atmosferą a oceanem;
4. zmiany składu ziemskiej atmosfery (gazy cieplarniane – para wodna, dwutlenek węgla, metan, podtlenek azotu; pyły; aerozole);
5. zmiany właściwości powierzchni Ziemi (współczynnik odbicia, retencja wodna, przepuszczalność powierzchni, użytkowanie terenu, roślinność).

Pierwsze trzy wymienione czynniki geofizyczne przebiegają w sposób naturalny, bez udziału   człowieka. Na pozostałe dwa wpływ mają czynniki ludzkie.